# Maria Schwarzenbacher
Maria „Ria“ Schwarzenbacher (* 15. August 1926 in Kitzbühel; † 13. Mai 2003 ebenda) war eine österreichische Skirennläuferin.

## Leben
Schwarzenbacher war Mitglied des Kitzbüheler Ski Clubs. Sie wurde 1941 und 1943 Tiroler Jugendskimeisterin und 1950 Tiroler Meisterin in der Alpinen Kombination. Bei den österreichischen Meisterschaften belegte sie 1950 und 1952 den fünften Platz in der Abfahrt. Schwarzenbacher war auch als Skilehrerin tätig.
Sie starb am 13. Mai 2003 auf Grund einer langjährigen Lungenkrebserkrankung.